# El Olvido, Jalisco
El Olvido är en ort i Mexiko.   Den ligger i kommunen Tequila och delstaten Jalisco, i den centrala delen av landet, 500 km väster om huvudstaden Mexico City. El Olvido ligger 1 649 meter över havet och antalet invånare är 272.
Terrängen runt El Olvido är kuperad åt nordost, men åt sydväst är den bergig. Runt El Olvido är det ganska glesbefolkat, med 23 invånare per kvadratkilometer. Närmaste större samhälle är Amatitán, 16,6 km sydväst om El Olvido. I omgivningarna runt El Olvido växer huvudsakligen savannskog.